# 特里安夫 (伊利諾伊州)
特里安夫（英語：Triumph）是位於美國伊利諾伊州拉薩爾縣的一個非建制地區。該地的面積和人口皆未知。

## 地理
特里安夫的座標為41°29′58″N 89°01′19″W / 41.49944°N 89.02194°W，而該地的平均海拔高度為204米（即669英尺）。